# Ян Цзяюй
Ян Цзяюй (кит.: 杨家玉, англ. Yang Jiayu; нар. 18 лютого 1996) — китайська легкоатлетка, яка спеціалізується в спортивній ходьбі.

## Спортивні досягнення
Олімпійська чемпіонка з ходьби на 20 км (2024).
Учасниця олімпійського заходу на 20 км на Іграх-2020, в якому посіла 12 місце.
Чемпіонка світу з ходьби на 20 км (2017).
Срібна (2022) та бронзова (2018) призерка в індивідуальному заліку командного чемпіонату світу зі спортивної ходьби на дистанції 20 км. Триразова переможниця командних чемпіонатів світу зі спортивної ходьби на дистанції 20 км у командному заліку (2016, 2018, 2022). Срібна призерка в індивідуальному заліку та переможниця в командному заліку командного чемпіонату світу зі спортивної ходьби на дистанції 10 км серед юніорів (2014).
Срібна призерка Універсіади з ходьби на 20 км у командному заліку (2015).
Дворазова чемпіонка Азійських ігор з ходьби на 20 км (2018, 2023).
Чемпіонка Китаю з ходьби на 20 км (2017).
Рекордсменка світу з шосейної ходьби на 20 км — 1:23.49 (2021).

## Відео
- Перемога Ян Цзяюй на Олімпіаді-2024 на YouTube